# Eric Lenneberg
Eric Heinz Lenneberg (Düsseldorf, 19 settembre 1921 – White Plains, 31 maggio 1975) è stato un linguista, neurologo e psicologo tedesco naturalizzato statunitense, autore di tesi rivoluzionarie nel campo della psicologia cognitiva e dell'acquisizione del linguaggio, in particolare per quanto riguarda il concetto di innatismo.

## Biografia
Essendo di origine ebraica, lasciò la Germania nazista a causa della crescente ondata di persecuzioni. Inizialmente si trasferì in Brasile e poi negli Stati Uniti, dove studiò all'Università di Chicago e ad Harvard. Come professore di psicologia e neurobiologia, insegnò alla Harvard Medical School, all'Università del Michigan, ad Ann Arbor e alla Cornell University. 
Nel suo lavoro del 1964, The Capacity of Language Acquisition, pubblicato originariamente nel 1960, Lenneberg fece tesi influenti e innovative sull'acquisizione del linguaggio inerente all'uomo. Queste tesi sono state poi sviluppate in ricerche e discussioni con, tra gli altri, George A. Miller e Noam Chomsky all'Università di Harvard e al Massachusetts Institute of Technology, e poi rese popolari da Steven Pinker nel suo libro The Language Instinct. Ci sono quattro argomenti riguardanti l'innatalità biologica delle capacità psicologiche, analoghi agli argomenti avanzati in biologia sulla natura innata delle caratteristiche fisiche: 
- Tratti specifici della specie: presenza comune di un tratto all'interno di una specie in un dato periodo di tempo.
- Il tratto universale che si verifica nel tempo non è un prodotto della cultura, ma il segno distintivo di una data specie.
- È impossibile "imparare" questo tratto.
- Lo sviluppo individuale di un tratto segue un dato modello, indipendentemente dalle esperienze individuali dell'organismo.

In Biological Foundations of Language, Lenneberg ha proposto un periodo di sviluppo critico del linguaggio, che è ancora controverso. Secondo questa ipotesi, l'acquisizione del linguaggio avviene in un determinato periodo di tempo, che termina con l'inizio della pubertà. Se il contatto con una lingua avviene dopo il periodo critico, la lingua non sarà acquisita come una lingua madre, indipendentemente dallo sforzo, dalla motivazione o dal tempo speso. 